# Іван Олізар-Волчкович
Іван Олізар-Волчкович (між 1520 та 1529 — 1577) — державний і військовий діяч, урядник Речі Посполитої.

## Життєпис
Походив з українського шляхетського роду Волчковичів. Син Олізара Львовича Волчковича, старости чорнобильського, та Богдани (доньки київського воєводи Андрія Немировича). Народився між 1520 та 1529 роками. Першим почав користуватися іменем свого батька Олізара як прізвищем.
Успадкував маєтності Старовина в Овруцькому повіті, Топорище, Солодирі і Волосів у Житомирському повіті. 1565 року купив у Філона Кміти містечко Коростишів. 1569 року був учасником зборів, що затвердили Люблінську унію, яку підтримав і поставив свій підпис. Того ж року призначається підстаростою житомирським (перебував до 1574 року).
1574 року обирається послом від Київського воєводства на коронаційний сейм Генріха Валуа. 1577 року загинув у битві з татарами.

## Родина
Дружина — Єва з Раїв
Діти:
- Адам (1572—1624).
- Сестра Богдана — дружина Остафія Івановича Ружинського.
- Сестра Марія — дружина Дмитра Єльця.